# 奧斯塔什基
49°30′16″N 26°50′51″E / 49.50444°N 26.84750°E
奧斯塔什基（烏克蘭語：Осташки）是位於烏克蘭西部的村莊，由赫梅利尼茨基州裡赫梅利尼茨基區的黑奧斯特里夫市鎮負責管轄。該村面積0.12平方公里，海拔高度302米，2015年人口931，人口密度每平方公里7,569.1人。